# 에산정
에산정(일본어: 恵山町)은 일본 홋카이도 오시마 지청 중부에 있던 정이다. 2004년 12월 1일 가메다군 도이정, 도도홋케촌, 가야베군 미나미카야베정과 함께 하코다테시에 편입되었다. 
정의 유래는 정내(도지마 반도 동부)에 있는 활화산 '에산'에서 유래했다. 옛 마을 이름인 시리기시나이정의 유래는 아이누어 '시리키시라리나이'(암벽에 형상이 있는 강이라는 뜻)에서 유래했다.

## 역사
- 1906년 4월 1일 - 2급정촌제가 시행으로 가메다군 시리키시나이촌이 성립하였다.
- 1964년 11월 1일 -  정으로 승격해 시리키시나이정이 되었다.
- 1985년 4월 1일 - 에산정으로 개칭되었다.

## 교통

### 도로
- 국도 제278호선